# Matthew Anderson
Matthew Anderson est un joueur américain de volley-ball né le 18 avril 1987 à Buffalo (New York). Il mesure 2,04 m et joue attaquant. Il totalise 125 sélections en équipe des États-Unis.

## Clubs
| Club                       | De        | À         |
| -------------------------- | --------- | --------- |
| Hyundai Capital Skywalkers | 2008-2009 | 2009-2010 |
| Callipo Sport              | 2010-2011 | 2010-2011 |
| Pallavolo Modène           | 2011-2012 | 2011-2012 |
| Zenit Kazan                | 2012-2013 | 2018-2019 |
| Modène Volley              | 2019-2020 | 2019-2020 |

## Palmarès

### En sélection
- Ligue des nations
  - Finaliste : 2019.
- Ligue mondiale (1)
  - Vainqueur : 2014
  - Finaliste : 2012
- Coupe panaméricaine (1)
  - Vainqueur : 2008
- Championnat d'Amérique du Nord (2)
  - Vainqueur : 2013, 2017
  - Finaliste : 2011

### En club
- Championnat du monde des clubs
  - Vainqueur : 2017.
  - Finaliste : 2015, 2016.

- Championnat de Corée du Sud
  - Finaliste : 2009.

- Championnat de Russie
  - Vainqueur : 2014, 2015, 2016, 2017, 2018.
  - Finaliste : 2019.

- Coupe de Russie
  - Vainqueur : 2014, 2015, 2016, 2017, 2018, 2019.

- Coupe d'Italie
  - Vainqueur : 2022.

- Supercoupe de Russie
  - Vainqueur : 2012, 2015, 2016, 2017, 2018.
  - Finaliste : 2013, 2014, 2019.